# Nittedal
Nittedal é uma comuna da Noruega, com 186 km² de área e 19 440 habitantes (censo de 2004).         